# 普莱萨拉
普莱萨拉（法語：Plessala，法語發音：[plɛsala]）是法国阿摩尔滨海省的一个旧市镇，位于该省南部，属于圣布里厄区。2016年1月1日，普莱萨拉和相邻的另外6个市镇合并成为新市镇勒默内。

## 地理
普莱萨拉（48°16'33"N, 2°37'10"W）面积51.45 平方千米，位于法国布列塔尼大區阿摩尔滨海省，该省份为法国西北部沿海省份，位于布列塔尼半岛北部，北濒大西洋英吉利海峡，西接菲尼斯泰尔省，南至莫尔比昂省，东临伊勒-维莱讷省。
与普莱萨拉接壤的市镇（或旧市镇、城区）包括：朗加、拉莫特、普莱梅、普莱米、圣吉勒迪默内、圣古埃诺、特雷布里、特雷达涅勒。

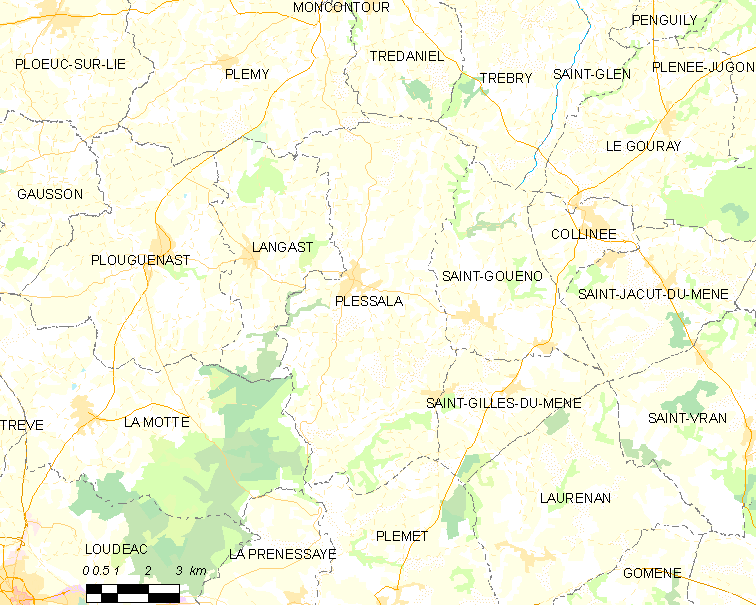
普莱萨拉的OSM定位图

普莱萨拉的时区为UTC+01:00、UTC+02:00（夏令时）。

## 行政
普莱萨拉的邮政编码为22330，INSEE市镇编码为22191。

## 政治
普莱萨拉所属的省级选区为普莱内瑞贡县。

## 人口

1962-2008年间普莱萨拉人口变化图示

普莱萨拉于2018年1月1日时的人口数量为1742人。